# Idea donovani
Idea donovani är en fjärilsart som beskrevs av Moore 1883. Idea donovani ingår i släktet Idea och familjen praktfjärilar. Inga underarter finns listade i Catalogue of Life.